# Szklana pułapka 2
Szklana pułapka 2 (ang. Die Hard 2: Die Harder lub Die Hard 2) – amerykański film akcji w reżyserii Renny’ego Harlina z 1990 roku, sequel filmu Szklana pułapka. Scenariusz powstał na podstawie powieści Waltera Wagera pod tytułem 58 Minutes. W bożonarodzeniowy wieczór grupa terrorystów przejmuje kontrolę nad systemami lotniska, przez co samoloty nie mogą lądować. Jedyną osobą, która może ich powstrzymać jest John McClane, w którego wcielił się Bruce Willis.

## Obsada
- Bruce Willis – John McClane
- Bonnie Bedelia – Holly Gennero McClane
- William Sadler – pułkownik Stuart
- Dennis Franz – kapitan Carmine Lorenzo
- Reginald VelJohnson – sierżant Al Powell
- William Atherton – Richard Thornburg
- Franco Nero – generał Ramon Esperanza
- John Amos – major Grant
- Art Evans – Leslie Barnes
- Fred Thompson – Trudeau
- Tom Bower – Marvin
- Sheila McCarthy – Samantha „Sam” Coleman
- Don Harvey – Garber
- Tony Ganios – Baker
- Peter Nelson – Thompson
- Robert Patrick – O’Reilly
- John Leguizamo – Burke
- Tom Verica – Kahn
- Vondie Curtis-Hall – Miller
- Mark Boone Junior – Shockley
- John Costelloe – Sierżant Oswald Cochrane

## Fabuła
W Wigilię na terenie lotniska Waszyngton-Dulles policjant John McClane (Bruce Willis) oczekuje na przylot żony, Holly (Bonnie Bedelia). Na to samo lotnisko innym samolotem leci kolumbijski zbrodniarz wojenny Ramon Esperanza (Franco Nero), którego chce uwolnić pułkownik Stuart (William Sadler), opanowując lotnisko oraz kierujące się doń samoloty i szantażując władze. Gdy McClane na lotnisku spotyka jego dwóch ludzi, w samoobronie zabija jednego z nich, podczas gdy drugiemu udaje się uciec do pobliskiego kościoła, z którego Stuart steruje całą łącznością.
Szef ochrony lotniska, Carmine Lorenzo (Dennis Franz) nie chce współpracować z McClane’em, więc gdy Stuart kontaktuje się z Lorenzem i informuje go o zaistniałej sytuacji, McClane postanawia działać samodzielnie. W podziemiu spotyka pracownika lotniska, który posiada plan budynku i całego terenu. W wyniku strzelaniny McClane zabija kilku ludzi Stuarta, a niedługo po tym Stuart rozbija jeden z samolotów, celowo wprowadzając pilotów w błąd przy lądowaniu. Na pomoc Lorenzowi przybywają agenci specjalni na czele z dawnym przełożonym Stuarta, majorem Grantem (John Amos). Tymczasem Esperanza zabija strażników i pilotów, a następnie przejmuje kontrolę nad samolotem i samodzielnie ląduje na płycie lotniska, skąd odbierają go Stuart i jego ludzie.
Na miejscu pojawia się McClane, który po potyczce zostaje uwięziony w samolocie, do którego Stuart wrzuca kilkanaście granatów. Policjantowi w ostatniej chwili udaje się katapultować. McClane i Grant ze swoimi ludźmi docierają pod kościół, z którego Stuart wraz z Esperanzą i swoimi ludźmi uciekają na skuterach śnieżnych. McClane ich goni, ale jego pościg zostaje udaremniony przez ludzi Stuarta.
Tymczasem okazuje się, że Grant nadal współpracuje ze Stuartem i dołącza do niego, uprowadzając samolot z zamiarem ucieczki z USA. McClane wskakuje na skrzydło rozpędzającego się samolotu. Tam walczy z Grantem, którego wrzuca do turbiny silnika P&W JT9D, a następnie ze Stuartem, który zrzuca policjanta ze skrzydła. Spadając McClane otwiera zawór zbiornika z paliwem, które wylewa się z kołującego samolotu. McClane zapalniczką podpala paliwo, płomienie docierają do samolotu i maszyna z hukiem eksploduje tuż przed oderwaniem się od pasa startowego. Widząc płonący ślad na płycie lotniska, piloci wszystkich uwięzionych w powietrzu samolotów bezpiecznie lądują, w tym samolot pasażerski z żoną McClane’a.

## Odbiór filmu
W agregatorze recenzji Metacritic średnia ocena filmu z 17 recenzji wyniosła 67/100 punktów, a w serwisie Rotten Tomatoes otrzymał 69%.